# Robert Stone (componist)
Robert Stone (Alphington, Devon, 1516 - Londen, 2 juli 1613) was een Engelse componist en koorleider.
Robert Stone was zanger in de kathedraal van Exeter, tot hij in 1542 werd benoemd tot koorleider van de kathedraal van Wells (Somerset). Ongeveer een jaar later werd hij lid van de Chapel Royal in Londen, waar hij tot het eind van zijn leven werkzaam bleef.
Stone is bekend geworden door zijn toonzetting van The Lord's Prayer, dat dateert van omstreeks 1550 en door John Day in 1565 werd gepubliceerd in Certaine Notes. Het is het enige kerklied dat van Stone bewaard is gebleven.
- CiNii: DA13915963
- International Standard Name Identifier: 0000 0000 8269 099X
- Library of Congress Control Number: no95012841
- Nationale Bibliotheek van Letland: 000064884
- MusicBrainz: 1edbcf11-01bd-4efb-a2e0-ba340cc7ba16
- SNAC: w6z659p5
- Virtual International Authority File: 75897849
- WorldCat: E39PBJmTmyYtHTKfdcHgTFhT73